# Жалакявичюс, Витаутас Пранович
Ви́таутас Пранович Жалакя́вичюс (лит. Vytautas Žalakevičius; 14 апреля 1930, Каунас, Литва — 12 ноября 1996, Вильнюс, Литва) — советский и литовский кинорежиссёр, драматург и сценарист; народный артист РСФСР (1980), народный артист Литовской ССР (1981), лауреат Государственной премии Литовской ССР (1960), премии Ленинского комсомола (1966) и Государственной премии СССР (1967). Член КПСС с 1961 года.

## Биография
Родился 14 апреля 1930 года в Литве, в Каунасе. Учился в Каунасской средней школе «Аушрос» (лит. Kauno «Aušros» gimnazijoje).
В 1948—1950 годах учился на факультете электроники Каунасского университета по специальности радиоинженера, изучал там математику и инженерное дело.
Поступив в 1951 году во ВГИК, учился режиссуре у М. Э. Чиаурели и Г. В. Александрова.
Окончив ВГИК в 1956 году, Жалакявичюс стал работать на Литовской киностудии. Снятый в 1966 году фильм «Никто не хотел умирать» принёс Жалакявичюсу международную известность.
В 1961—1975 годах и с 1980 года Жалакявичюс был художественным руководителем Литовской киностудии, а в 1974—1980 жил в Москве, работал на «Мосфильме» и преподавал на Высших курсах сценаристов и режиссёров, руководил мастерскими.
Жалакявичюс являлся секретарём партийной организации Литовской киностудии, сопредседателем Литовского государственного комитета по кинематографии, членом Союза писателей Литвы и Союза писателей СССР.
В 1991 году вместе с Кястутисом Пятрулисом (1951—2020) основал киностудию «2000».
Умер 12 ноября 1996 года и похоронен в Вильнюсе на Антакальнисском кладбище.

## Семья
Отец — Пранас Жалакявичюс (лит. Pranas Žalakevičius) (ок. 1888—1935), капитан литовской армии.
Мать — Станислава Норейкайте (лит. Stanislava Žalakevičienė Šalkauskienė (Noreikaitė)) (ок. 1900 — ок. 1993)
Первая супруга — Гражина Рукшенайте-Казилионене (лит. Gražina Rukšėnaitė-Kazilionienė) (ок. 1928 — 25.12.2009), актриса, филолог.
- Дочь — Вита Дрыгас-Жалакявичюте (лит. Vita Drygas-Žalakevičiūtė) (род. 1959), кинорежиссёр, проживает в Польше. Муж — польский кинодокументалист Мацей Дрыгас (род. 1956).

Вторая супруга — актриса Ирина Мирошниченко (1942—2023) 1972 год, брак продлился 6 месяцев.
Третья супруга — Людмила Жалакявичене (лит. Liudmila Žalakevičienė)
- Дочь — Анастасия Жалакявичюте (лит. Anastasija (Asta) Žalakevičiūtė-Liegeois) (род. 1978), актриса, проживает в Люксембурге, работает в Европарламенте. В 1988 году на экраны вышел музыкальный фильм-сказка «Железная принцесса» (лит. Geležinė princesė), в котором Анастасия сыграла главную роль.

## Награды и премии
- Государственная премия СССР (1967 год) — за фильм «Никто не хотел умирать» (1965 год)
- Премия Ленинского комсомола (1966 год) — за фильм «Никто не хотел умирать» (1965 год)
- Государственная премия Литовской ССР (1960 год) — за киноновеллу «Живые герои» в одноимённом фильме
- Золотой приз VIII Московскоо международного кинофестиваля (1973 год) — за фильм «Это сладкое слово свобода»
- Народный артист РСФСР (4 июля 1980 года) — за заслуги в развитии советского киноискусства[8][9].
- Народный артист Литовской ССР (1981 год).
- Приз «За лучшую режиссуру» I МКФ славянских фильмов «Золотой Витязь» (Москва, 1992) — за фильм «Зверь, выходящий из моря»
- Командор ордена Великого князя Литовского Гядиминаса (16 февраля 1995 года)[10].
- Орден Октябрьской Революции.
- Орден Трудового Красного Знамени.

## Фильмография

### Режиссёрские работы
- 1956 — Утопленник (короткометражный), лит. Skenduolis, по новелле Пятраса Цвирки, дипломная работа.
- 1957 — Пока не поздно…, лит. Kol nevėlu... (совместно с Юлиюсом Фогельманасом).
- 1959 — Адам хочет быть человеком, лит. Adomas nori būti žmogumi, по роману Витаутаса Сириос-Гиры «Буэнос-Айрес».
- 1960 — Живые герои (режиссёр одноимённой новеллы), лит. Gyvieji didvyriai.
- 1963 — Хроника одного дня, лит. Vienos dienos kronika.
- 1966 — Никто не хотел умирать, лит. Niekas nenorėjo mirti.
- 1970 — Вся правда о Колумбе (телефильм), лит. Visa teisybė apie Kolumbą.
- 1972 — Это сладкое слово — свобода!, лит. Tas saldus žodis – laisvė.
- 1975 — Авария (телефильм), по одноимённой повести Фридриха Дюрренматта.
- 1976 — Момент истины (В августе 44-го…) — по роману Владимира Богомолова 1973 года. Производство фильма было приостановлено на поздней стадии. Отснятые материалы утрачены.
- 1979 — Кентавры, венг. Kentaurok, чеш. Kentauři.
- 1980 — Рассказ неизвестного человека, по одноименному рассказу Антона Чехова.
- 1982 — Извините, пожалуйста!, лит. Atsiprašau.
- 1987 — Воскресный день в аду, лит. Savaitgalis pragare.
- 1991 — Зверь, выходящий из моря, лит. Žvėris, kylantis iš jūros, по новелле Евгения Замятина «Наводнение» (совместно с Яниной Сокольникайте).

### Сценарные работы
- 1959 — Адам хочет быть человеком, лит. Adomas nori būti žmogumi, по роману Витаутаса Сириос-Гиры «Буэнос-Айрес» (совместно с В. Сириосом-Гирой).
- 1960 — новеллы «Соловушка», лит. Lakštingala, по рассказу Пятраса Цвирки, и «Живые герои», лит. Gyvieji didvyriai (совместно с Альгимантасом Чякуолисом) в фильме «Живые герои».
- 1963 — Хроника одного дня, лит. Vienos dienos kronika.
- 1966 — Никто не хотел умирать, лит. Niekas nenorėjo mirti.
- 1966 — Чувства, по роману латышского писателя Эгонса Ливса (совместно с Эгонсом Ливсом).
- 1969 — Да будет жизнь!, лит. Ave, Vita (совместно с Григорием Кановичем).
- 1970 — Вся правда о Колумбе (телефильм), лит. Visa teisybė apie Kolumbą.
- 1972 — Это сладкое слово — свобода!, лит. Tas saldus žodis – laisvė (совместно с Валентином Ежовым).
- 1974 — Авария (телефильм), по одноимённой повести Фридриха Дюрренматта.
- 1974 — Садуто туто, лит. Sadūto tūto.
- 1979 — Кентавры, венг. Kentaurok, чеш. Kentauři.
- 1979 — Чёртово семя, лит. Velnio sėkla.
- 1980 — Рассказ неизвестного человека, по одноименному рассказу Антона Чехова.
- 1980  — Факт, лит. Faktas.
- 1980 — Зелёная куколка (фильм), новелла в киноальманахе «Молодость».
- 1982 — Извините, пожалуйста!, лит. Atsiprašau.
- 1984 — Исповедь его жены, лит. Jo žmonos išpažintis.
- 1987 — Воскресный день в аду, лит. Savaitgalis pragare.
- 1990 — Марюс (телефильм, по роману Казиса Альменаса «Сенокос»), лит. Marius.
- 1991 — Повесть непогашенной луны, по одноименной повести Бориса Пильняка.
- 1991 — Зверь, выходящий из моря, лит. Žvėris, kylantis iš jūros, по новелле Евгения Замятина «Наводнение».
- 1994 — Я не знаю, кто я, лит. Aš nežinau, kas aš esu.
- 2000 — Жизнь Эльзы, лит. Elzė iš Gilijos.

### Работы в качестве художественного руководителя фильма
- 1960 — Живые герои, лит. Gyvieji didvyriai.
- 1974 — Садуто туто, лит. Sadūto tūto.

### Актёрские работы
- 1978 — До последней капли крови, пол. Do krwi ostatniej — майор Высоконьский